# 天主教阿爾塔米拉諾城教區
天主教阿爾塔米拉諾城教區（拉丁語：Dioecesis Civitatis Altamirensis）是墨西哥一個羅馬天主教教區，屬阿卡普爾科總教區。
教區成立於1964年1月27日，位於格雷羅州西部。2006年有教友885,000人（佔轄區總人口96.9%）、廿八個堂區、七十八名司鐸。現任教區主教為岳厄爾·奧坎波-戈羅斯鐵塔。